# Azobenzene
L'azobenzene, nome sistematico (E)-difenildiazene, è un azocomposto aromatico avente formula molecolare C12H10N2. È un diazene (diimmide) recante dei fenili al posto degli idrogeni, la cui formula semistrutturale è perciò Ph−N=N−Ph, con il doppio legame N=N coniugato con entrambi gli anelli aromatici. A questa formula corrispondono due isomeri geometrici: trans (il più stabile) e cis. Entrambi possono subire fotoisomerizzazione ed interconvertirsi.
Il termine "azobenzene" o semplicemente "azo" è spesso usato per riferirsi a un'ampia classe di composti simili. I diazeni assorbono fortemente la luce visibile e sono comuni coloranti.

## Struttura

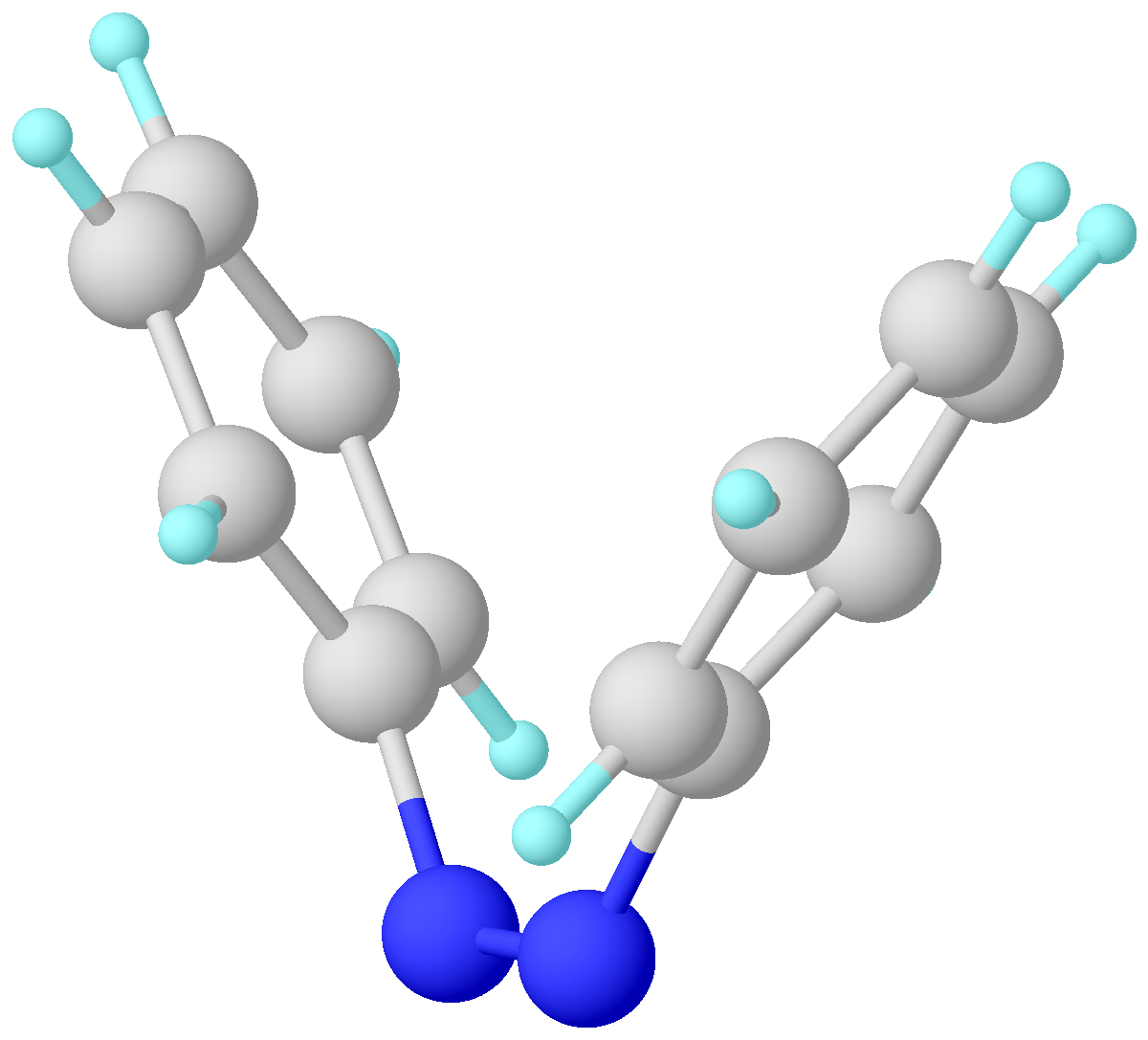
La cristallografia a raggi X rivela la struttura altamente non planare e attorcigliata del cis-azobenzene.

L'azobenzene esiste principalmente come isomero trans, ma in seguito a fotolisi, può convertirsi nell'isomero cis.
Il trans-azobenzene è planare e la distanza N-N è 118,9 pm; questo isomero è apolare (momento dipolare nullo).
l cis-azobenzene non è planare e il suo angolo diedro C-N=N-C è di 173,5°; la distanza N-N è 125,1 pm; questo isomero è invece notevolmente polare: μ = 3,0 D.
L'isomero trans è più stabile di 48,2 kJ/mol e la barriera all'isomerizzazione dallo stato fondamentale è di 102,5 ± 1 kJ/mol.

## Sintesi
L'azobenzene fu descritto per la prima volta da Eilhard Mitscherlich nel 1834. Nel 1856 furono ottenute scaglie cristalline rosso-giallastre di azobenzene; la sua preparazione originale è simile a quella moderna. Secondo il metodo del 1856, il nitrobenzene viene ridotto dalla limatura di ferro in presenza di acido acetico. Nella sintesi moderna si usa lo zinco come riducente in presenza di una base. Può essere ottenuto anche dalla reazione di condensazione del nitrosobenzene con l'anilina:
C6H5−N=O + C6H5−NH2   →   C6H5−N=N−C6H5 + H2O
Viene anche impiegata l'elettrosintesi industriale utilizzando nitrobenzene.

## Reazioni
L'azobenzene è un composto debolmente basico, una volta protonato ad un azoto, il suo acido coniugato mostra un pKa pari a -2,95. Mostra anche una certa basicità di Lewis, comportandosi come tale, ad esempio, verso i trialogenuri di boro. Si lega a centri metallici in bassi stati di ossidazione: il Ni(Ph2N2)(PPh3)2 è un esempio di complesso ben caratterizzato.
Per trattamento con acqua ossigenata in acido acetico, può essere ossidato a dare azossibenzene (un N-ossido). L'idrogenazione dà difenilidrazina.

### Isomerizzazionetrans-cis
L'azobenzene (e derivati) subisce la fotoisomerizzazione degli isomeri trans e cis. A temperatura ambiente e al buio, l'isomero cis-azobenzene si riconverte lentamente nell'isomero trans, più stabile. I due isomeri possono essere trasformati l'uno nell'altro per trattamento con particolari lunghezze d'onda della luce: luce ultravioletta, che corrisponde all'intervallo energetico della transizione π-π* (stato S2), per la conversione da trans a cis, e luce blu, che è equivalente a quella della transizione n-π* (stato S1), per l'isomerizzazione da cis a trans. Per una serie di ragioni, l'isomero cis è meno stabile del trans (ad esempio, ha una conformazione distorta ed è meno delocalizzato rispetto alla configurazione trans). La fotoisomerizzazione consente l'accumulo di energia reversibile (come fotointerruttori).

### Classificazione spettroscopica
Le lunghezze d'onda alle quali si verifica l'isomerizzazione dell'azobenzene dipendono dalla particolare struttura di ciascuna molecola di azo, ma sono tipicamente raggruppate in tre classi: le molecole di tipo azobenzenico, gli amminoazobenzeni e gli pseudo-stilbeni. Questi composti azoici sono rispettivamente gialli, arancioni e rossi a causa delle sottili differenze nei loro spettri di assorbimento elettronico.
I composti simili all'azobenzene non sostituito mostrano un assorbimento n-π* di bassa intensità nella regione visibile e un assorbimento π-π* di intensità molto maggiore nell'ultravioletto. Gli azo che sono orto- o para-sostituiti con gruppi donatori di elettroni (come gli amminoacidi), sono classificati come amminoazobenzeni e tendono a bande ravvicinate n-π* e π-π* nel visibile. La classe degli pseudo-stilbeni è caratterizzata dalla sostituzione delle posizioni 4 e 4' dei due anelli azoici con gruppi elettrondonatori ed elettron-attrattori (cioè le due estremità opposte del sistema aromatico sono funzionalizzate). L'aggiunta di questa configurazione push-pull si traduce in una distribuzione degli elettroni fortemente asimmetrica, che modifica una serie di proprietà ottiche. In particolare, sposta gli spettri di assorbimento degli isomeri trans e cis, in modo che si sovrappongano effettivamente. Pertanto, per questi composti una singola lunghezza d'onda della luce nella regione visibile indurrà sia l'isomerizzazione diretta che inversa. Sotto l'illuminazione, queste molecole si spostano tra i due stati isomerici.

### Fotofisica dell'isomerizzazione
La fotoisomerizzazione dell'azobenzene è estremamente rapida e avviene su scale temporali di picosecondi. La velocità del retrorilassamento termico varia notevolmente a seconda del composto: solitamente ore per le molecole di tipo azobenzenico, minuti per gli amminoazobenzeni e secondi per gli pseudo-stilbeni.
Il meccanismo di isomerizzazione è stato oggetto di dibattito, con due vie identificate come praticabili: una rotazione attorno al legame N-N, con rottura del doppio legame, o tramite un'inversione, con uno stato di transizione semilineare e ibridato. È stato suggerito che la conversione da trans a cis avvenga tramite rotazione nello stato S2, mentre l'inversione dia origine alla conversione da cis a trans. È ancora in discussione quale stato eccitato giochi un ruolo diretto nella serie del comportamento di fotoisomerizzazione. Tuttavia, l'ultima ricerca con l'utilizzo della spettroscopia di transizione a femtosecondi ha suggerito che lo stato S2 subisce una conversione interna allo stato S1, e dopodiché avviene l'isomerizzazione da trans a cis. Recentemente un altro percorso di isomerizzazione è stato proposto da Diau, chiamato "inversione concertata" in cui entrambi gli angoli di legame CNN si piegano contemporaneamente.

### Movimenti fotoindotti
La fotoisomerizzazione dell'azobenzene è una forma di movimento molecolare indotto dalla luce. Questa isomerizzazione può anche portare al movimento su scale di lunghezza maggiore. Ad esempio, la luce polarizzata farà isomerizzare e rilassare le molecole in posizioni casuali. Tuttavia, quelle molecole rilassate (trans) che cadono perpendicolarmente alla polarizzazione della luce in ingresso non saranno più in grado di assorbire e rimarranno fisse. Quindi, c'è un arricchimento statistico di cromofori perpendicolare alla luce polarizzata (bruciatura del foro orientativo). L'irradiazione polarizzata renderà un azomateriale anisotropo e quindi otticamente birifrangente e dicroico. Questo foto-orientamento può essere utilizzato anche per orientare altri materiali (specialmente nei sistemi a cristalli liquidi).